# Laurie Holden
Heather Laurie Holden (født 17. december 1969) er en amerikansk skuespillerinde, som er bedst kendt for sin rolle som Marita Covarrubias i tv-serien The X-Files og som Andrea i The Walking Dead.

## Filmografi
- Arctic Justice: Thunder Squad (2019), "Dakota"
- Proven Innocent (2019) (tv), "Greta Bellows"
- Dragged Across Concrete (2018), "Melanie Ridgeman"
- The Americans (2017-2018) (tv), "Renee"
- Pyewacket (2017), "Mrs. Reyes"
- The Time of Their Lives (2017)
- The Abolitionists (2016)
- Chicago Fire (2015) (tv), "Dr. Hannah Tramble"
- Major Crimes (2014-2015) (tv), "Ann McGinnis"
- Dumb and Dumber To (2014), "Adele Pichlow"
- Honeytrap (2014)
- The Walking Dead (2010-2013) (tv), "Andrea"
- The Shield (2008) (tv), "Olivia Murray"
- The Mist (2007) "Amanda Dunfrey"
- Silent Hill (2006), "Cybil Bennett"
- Fantastic Four (2005), "Debbie McIlvane"
- Knights of Impossingworth Park (2005), "Jennifer"
- Bailey's Billion$ (2005) "Marge Maggs"
- Meet Market (2004), "Billy"
- The Majestic (2001), "Adele Stanton"
- Big Sound (2001) (tv), "Piper Moran"
- The Man Who Used to Be Me (2000) (tv), "Amy Ryan"
- The Outer Limits (2000) (tv), "Susan McLaren"
- The Magnificent Seven (1998-2000) (tv), "Mary Travis"
- Dead Man's Guns (1997) (tv), "Bonnie Lorrine"
- Alibi (1997)(TV), "Beth Polasky"
- Echo (1997) (TV), "Scarlett Antonelli"
- The X-Files (1996-2002) (tv), "Marita Covarrubias"
- Past Perfect (1996), "Ally Marsey"
- The Pathfinder (1996) (tv), "Mabel Dunham"
- Poltergeist- The Legacy (1996) (tv), "Cora Jennings/Sarah Browning"
- Expect, No Mercy (1995), "Vicki"
- Highlander (1995) (tv), "Debra Campbell"
- Due South (1995) (tv), "Jill Kennedy"
- TekWar : TekLab (1994) (tv), "Rachel Tudor"
- Destiny Ridge (1993) (tv), "Darlene Kubolek"
- Family Passions (1993) (tv), "Claire"
- Young Catherine (1991) (tv), "Catherine Deshkova"
- Physical Evidence (1989)
- Separate Vacations (1986), "Karen"
- The Martian's Chronicles (1980), "Marie Wilder"